# Атлас, Мариам Семёновна
Мариам Семёновна Атлас (1912—2006) — советский и российский финансист, экономист, доктор экономических наук, профессор, Заслуженный деятель науки РСФСР.

## Биография
Родилась в семье земских врачей Симхи Иосифовича и Раисы Вульфовны Атлас. После смерти отца от тифа, в начале 1920-х годов с матерью переехали к родственникам в Самару. В 1928 году окончила с отличием гимназию и музыкальный техникум.
В 1933 году окончила экономический факультет Казанского университета. В 1933—1936 годах обучалась в аспирантуре Московского кредитно-экономического института.
В 1936—1938 годах работала в Правлении Госбанка СССР заведующей сектором кредитного планирования, начальником кредитно-планового отдела.
С 1938 года — старший преподаватель Московского кредитно-экономического института. В 1941—1943 годах, в эвакуации, работала начальником отдела конторы Госбанка в Татарской СССР.
С 1943 года преподавала в Московском финансовом институте, заведующая кафедрой политической экономии (до 1978 года). Мариам Семёновна очень активно работала в институте до 92-х лет, возглавляя в последние годы Научное студенческое общество, подготовила более 100 кандидатов и 30 докторов экономических наук.
Похоронена в Москве на Введенском кладбище (23 уч.).
В числе правительственных наград М. С. Атлас: ордена Трудового Красного Знамени и Дружбы народов, медали «За доблестный труд в Великой Отечественной войне 1941—1945 гг.» и «В ознаменование 850-летия Москвы».

## Семья
- Муж — Геннадий Михайлович Сорокин, экономист, член-корреспондент АН СССР, директор Института экономики мировой социалистической системы.
- Двоюродный брат — Захарий Вениаминович Атлас, доктор экономических наук, профессор.

## Научные труды
М. С. Атлас автор монографий, учебников и учебных пособий по политической экономии, денежному обращению и кредиту, в их числе:
- Национализация банков в СССР. — М.: Госфиниздат, 1948. — 189 с.
- Кредитная реформа в СССР. — М.: Госфиниздат, 1958. — 384 с.
- Развитие Государственного банка СССР. — М.: Госфиниздат, 1958. — 384 с.
- Развитие банковских систем в странах социализма. — М.: Финансы, 1967. — 239 с.